# Ingrid Schrewelius
Ingrid Schrewelius, född Nyberg den 10 april 1920 i Stockholm, död 12 juni 2005 i Lund, var en svensk journalist och TV-personlighet, i bland annat Sveriges Televisions modeinriktade Lilla journalen. Hon var också den första kvinnliga reportern på Aktuellt.

## Biografi

### Journalistisk bakgrund
Ingrid Schrewelius började sin bana som volontär på Värmlands Folkblad 1938. Hon kom sedan att vikariera på Skånska Socialdemokraten,  Kristianstads Läns Tidning och Västernorrlands Allehanda. Sin första fasta anställning fick hon på Nya Norrland i Sollefteå. Därefter kom hon till Göteborgs Morgonpost, följt av en anställning på Sydsvenska Dagbladets redaktion i Helsingborg samt Kvällsposten mellan 1947 och 1958. 

### Verksamhet på TV
Från 1958 till 1985 var Schrewelius anställd vid Sveriges Radio och sedermera Sveriges Television. Hon gick en nordisk journalistkurs i Århus och sedan en TV-utbildning vid ITV i London 1964. 1960 började Ingrid Schrewelius på Aktuellt och var då nyhetsprogrammets första kvinnliga reporter. Tre år senare fick hon uppdraget att bevaka mode i Paris och därmed startade Lilla journalen, som under flera decennier var ett uppskattat program med en blandning av stort och smått, mode, mat och skvaller. Inslag som inte fick plats i Aktuellt blev stommen i det nya programmet, som liknade en SF-journal för TV. Aktuellt-redaktionen abonnerade nämligen på dagligen per flyg levererade filmer med nyheter från Frankrike, England, USA och Fjärran östern. Men det är framförallt genom sina modereportage hon blivit känd trots att hon från början var obekant med området. Genom hennes bevakningar av haute couture-visningarna i Paris blev TV-publiken bekant med Yves Saint-Laurent och Pierre Cardin. Under åren 1969–1978 sändes Lilla journalen inte lika regelbundet efter kritik från tidens vänstervindar. Licenspengar skulle då inte användas till moderesor till Paris. Programmet sändes emellertid fortsatt då och då. När Gunnar Arvidsson på Sveriges Television 1973 startade Sveriges magasin, kom Ingrid Schrewelius att även ingå i dess redaktion. År 1985, när hon gick i pension och flyttade till Lund, fick hon kontrakt med Sveriges Television om att göra programmet Modejournalen fram till 1995. Hon medverkade även i Sköna söndag. Efter det att hon hade lämnat TV helt föreläste hon om mode och skrev artiklar för Kulturens värld.

### Familj
Fredrik G.G. Schrewelius var farfars far till tidigare maken Lars Fredriksson Schrewelius. 
Hon avled på Lunds Universitetssjukhus, efter att blivit opererad för cancer i bukspottkörteln. Hon är begravd i första makens familjegrav, på Östra kyrkogården i Lund.